# Papilio saharae
Papilio saharae is een vlinder uit de familie van de pages (Papilionidae). De wetenschappelijke naam werd gepubliceerd in 1879 door Charles Oberthür.